# Desmerice
Desmerice es una localidad de Croacia que forma parte de la ciudad de Ogulin, condado de Karlovac. Según el censo de 2011, tiene una producción de 262 habitantes.

## Geografía
Está a una altitud de 367 m s. n. m., a 109 km de la capital nacional, Zagreb.
| Gráfica de población de Desmerice 1857-2011                         |
|                                                                     |
| Según los censos de población de la oficina estadística de Croacia. |